# Riksdagsvalget i Sverige 1911
Riksdagsvalget i Sverige 1911 var valget til den Sveriges Rigsdags Andra kammaren, valget blev afholdt den 10. september 1911. Ved valget blev der anvendt nye valgregler: forholdstalsvalg blev indført, og alle stemmesedler blev påbudt at have en part betegnelse - det var strengt taget derfor første gang svenskerne stemte på partier, selv om de fleste parlamentsmedlemmer allerede havde mere eller mindre udtalt deres partisympatier. Nye afstemningsregler betød også, at antallet af støtteberettigede vælgere gik fra at være omkring 500.000 til lidt over en 1.000.000.

## Valgresultat
| Parti                 | Parti                                     | Partiledere            | Stemmer          | Stemmer | Stemmer | Mandatfordeling | Mandatfordeling |
| Parti                 | Parti                                     | Partiledere            | Antal            | %       | +− %    | Antal           | +−              |
| --------------------- | ----------------------------------------- | ---------------------- | ---------------- | ------- | ------- | --------------- | --------------- |
|                       | Liberala samlingspartiet                  | Karl Staaff            | 242 795          | 40,2    | —       | 101             | +2              |
|                       | Allmänna valmansförbundet                 | Gustaf Fredrik Östberg | 188 691          | 31,3    | —       | 65              | −19             |
|                       | Sveriges socialdemokratiska arbetareparti | Hjalmar Branting       | 172 196          | 28,5    | —       | 64              | +31             |
|                       | Øvrige partier                            | —                      | 292              | 0,0     | —       | —               | —               |
| Antal gyldige stemmer | Antal gyldige stemmer                     | Antal gyldige stemmer  | 603 974          | 100,0   |         | 230             |                 |
| Ugyldige stemmer      | Ugyldige stemmer                          | Ugyldige stemmer       | 3 513            |         |         |                 |                 |
| Totalt                | Totalt                                    | Totalt                 | 607 487 (57,0 %) |         |         |                 |                 |

Ved valget var 1.066.200 personer stemmeberettiget.